# Art Trouble
Art Trouble ist ein US-amerikanischer Kurzfilm von Ralph Staub aus dem Jahr 1934. Schauspieler James Stewart gab hier sein Filmdebüt.

## Handlung
Burton und sein kleiner Bruder werden von ihren wohlhabenden Eltern dazu gezwungen, nach Paris zu gehen und dort ein Kunststudium zu beginnen. Die Brüder wollen nicht und schicken stattdessen zwei einfache Maler nach Paris, die nun unter ihren Namen Kunst studieren. Beide Maler leben gut vom Geld, das ihnen Burtons Eltern schicken. Der Schwindel kann zunächst aufrechterhalten werden, da Burton und sein Bruder den beiden Malern eigenhändige Briefe mitgegeben haben, die die Maler nun regelmäßig an die Eltern verschicken. Als die beiden Maler einen Kunstwettbewerb gewinnen, wird der Schwindel am Ende dennoch offenkundig.

## Produktion
Art Trouble entstand im Sommer 1934. Drehort des Films war New York City. Der Film markiert das Leinwanddebüt von James Stewart, der die Rolle des älteren Bruders Burton übernahm. Wie Marjorie Main, die später ebenfalls zum Filmstar avancierte, wurde er nicht in den Credits erwähnt.
James Stewart hatte zur Zeit der Dreharbeiten gerade auf Long Island in einem Sommertheater mitgespielt und nahm die Rolle nur an, weil ihm „das Angebot von 50 Dollar am Tag […] damals völlig illusorisch [erschien]. Ich vermute, ich wollte nur wissen, ob das kein Witz war. Es war keiner.“